# Erika Hubatschek
Erika Hubatschek (* 5. Oktober 1917 in Klagenfurt; † 19. Mai 2010 in Innsbruck) war eine österreichische Fotografin, Geografin und Volkskundlerin. Ihr Interesse richtete sich in erster Linie auf das Leben der österreichischen Bergbauern, das sie in zahlreichen Büchern beschrieb und dokumentierte.

## Leben
Erika Hubatschek war die Tochter eines evangelischen Pfarrers in Klagenfurt und wuchs in Bruck an der Mur auf. Ursprünglich wollte sie an der Hochschule für Bodenkultur Wien studieren, da sie jedoch nicht direkt von einem Bauernhof mit eigenem Land abstammte, verwarf sie diesen Plan wieder. Nach dem Studium der Geografie, Sport und Volkskunde in Graz und, ab 1937, in Innsbruck, promovierte sie 1940 über das Thema Almen und Bergmähder im oberen Lungau; erst 1950 wurde die Arbeit gedruckt. Von 1940 bis 1978 arbeitete sie als Gymnasiallehrerin in Innsbruck. Ihr großes Interesse galt dem Leben und der Arbeit der Bergbauern, das sie über 60 Jahre lang fotografisch dokumentierte. Lange Zeit arbeitete sie mit einer Kodak Retina, später mit einer Leica – alle Blitzaufnahmen entstanden damals mit Magnesiumlicht. Seit 1949 hielt sie international Vorträge und seit 1992 war sie weltweit in Fotoausstellungen vertreten, darunter 2001 eine Ausstellung im Alpinen Museum München.

### Benennung eines Fotografie-Preises
Am 21. Februar 2022 schrieb die Stadt Innsbruck in Kooperation mit der Straßenzeitung 20er im Rahmen der Veranstaltungsserie aus.grenzen – auf.machen einmalig einen Fotopreis zum Thema "Flucht-Realitäten im Bild" aus – über geflüchtete Menschen innerhalb oder an den Außengrenzen der EU. Der Preis wurde Erika-Hubatschek-Preis für Dokumentarfotografie genannt. „Da Hubatschek eine opportunistische Haltung zum NS-Regime hatte“, war der mit 3.500 Euro dotierte Preis bereits am 11. März, also 2 Wochen nach Beginn der 2-monatigen Einreichperiode in Korridor – Innsbrucker Preis für Dokumentarfotografie umbenannt worden.

## Veröffentlichungen
Erika Hubatscheks Bücher sind in erster Linie Foto-Textbände. Die meisten Bände erschienen in ihrer Edition Hubatschek.
- Bauernhöfe im südöstlichen Kärnten, Innsbruck 1984, ISBN 978-3-85454-038-0 (Nachdruck der Ausgabe von 1970)
- Die Bauernarbeit im Oetztal einst und jetzt, Innsbruck 1996, ISBN 978-3-900899-02-8 Edition Hubatschek
- Bauernwerk in den Bergen - Arbeit und Leben der Bergbauern in Bilddokumenten aus einem halben Jahrhundert, Innsbruck 1998, ISBN 978-3-900899-01-1 Edition Hubatschek
- Vom Leben am Steilhang - Bilddokumente 1939-1960, Innsbruck 1998, ISBN 978-3-900899-03-5 Edition Hubatschek
- Erika Hubatschek (Fotografien), Rupert Larl, Gunther Waibl: Über das Land, Innsbruck 1999, ISBN 978-3-900899-08-0 Edition Hubatschek
- Almen und Bergmähden im oberen Lungau, Innsbruck 2001, ISBN 978-3-900899-11-0 Edition Hubatschek
- Bergbauern im Stubai - Von Neustift und seinen Bewohnern vor sechzig Jahren und Heute, Innsbruck 2004, ISBN 978-3-900899-12-7 Edition Hubatschek
- Mein Leben mit den Bergbauern - Eine Biografie im Gespräch mit Anette Köhler, Innsbruck 2007, ISBN 978-3-7022-2888-0 Tyrolia Verlag
- Auf den zweiten Blick - Menschen, Höfe und Landwirtschaften im Wandel, Innsbruck 2007, ISBN 978-3-900899-18-9 Edition Hubatschek